# Дубович Микола Іванович
Дубович Микола Іванович; нар. 12 вересня 1948 р., с. Буда-Варовичі (Поліський район) Київської області — український письменник, поет, прозаїк, член Національної спілки письменників України.

## Біографія
Дубович Микола Іванович народився 12 вересня 1948 року в селі Буда-Варовичі (Поліський район), Київської області. Мати працювала в колгоспі, а згодом у радгоспі "Хабне" робітницею. Батько пішов служити в армію і не повернувся в сім'ю.
1955 року пішов до першого класу сільської школи-восьмирічки. Найбільшу схильність мав до мови та літератури, любив хімію, біологію, історію. Ще з дитинства був закоханий у природу свого Древлянського краю, в ліси, гаї, луги, луки, хлібні поля, у квіти й пташині пісні. Мабуть, любов до природи і до своєї лісової рідної землі і були поштовхом до перших літературних спроб у поезії й прозі. Свої перші вірші почав писати ще юнаком у віці 15 років. Після закінчення восьмирічки ходив до Варовицької середньої школи  ( це 9 кілометрів туди й назад щодня ). Далі вчився в СПТУ - 159 селища Шоптиколь (Баянаульський район), Павлодарської області (Казахстан), працював трактористом у радгоспі «Карасуський». Повернувся в Україну, служив у армії, працював завклубом у рідному селі, завідував книжковою крамницею після навчання в школі продавців. Навчався заочно в Московському університеті мистецтв, опісля на курсах іноземних мов.
3 травня 1970 року почав регулярно друкуватися в Поліській райгазеті «Радянське Полісся». На сторінках районки з’явились вірші, оповідання, нариси, статті про передових механізаторів, рільників, хмелярів, доглядачів телят. Пізніше письменнику випало деякий час жити в Ірпені, Черкасах, Києві. Та любов до рідного краю переважила і він повернувся додому. Волею випадку пішов працювати в пожежну охорону, закінчив Вінницьку школу воєнізованої пожежної охорони. Службу починав рядовим бійцем-пожежником, а згодом - начальником караулу Вільчанської професійної пожежної частини (ППЧ) №59. 26 квітня 1986 року, коли сталась аварія на четвертому блоці ЧАЕС, разом з друзями брали участь у ліквідації пожежі. За це їх нагородили медалями «За відвагу на пожежі». Часто гасили пожежі в лісах та виселених селах Чорнобильської зони. 10--11 жовтня 1991 року знову з друзями брали участь у гасінні пожежі на 2-му блоці ЧАЕС. Великий вплив на літературну творчість мав односельчанин і сусід, на кілька років старший від нього, Олександр Куракса, котрий навчався в Київському університеті на філологічному факультеті і, як і Микола Дубович, писав вірші. Сашко дуже вимогливо рецензував поетичні твори, давав цінні поради, справедливо критикував невдалі вірші. Дорогу в літературу Микола Дубович долав уперто й тяжко, адже не мав відповідної освіти. Доводилось самотужки вчитись і вдосконалювати поетичну та прозову майстерність. Так це робили і всі поети й прозаїки минулого. У серпні 1996 року разом з сім’єю переселились із  Поліського району, отруєного радіацією, в м.Переяслав-Хмельницький Київської області. Тут, у Переяславі, і побачили світ збірки віршів та прози: «Осіння пісня», 1998 р. , «Чорнобильська зона», 1998 р. , «Мелодії землі і серця», 2000 р. , «Яблуня життя», 2002 р. , «Свічечка віри», 2004 р. , «Сторона моя Поліська», 2004 р. , «Дорога любові», 2007 р. , збірка поем «Рідна сторона», 2012 р. , повість «Голгофа і Едем», 2012 р. , повість «Небо отчої землі», 2013 р. , збірка віршів «Столиця душі», 2014 р. , повість «Атлантида», 2019 р. . Написані дві повісті «Повернення з вирію», 2018 р. та «Руда Латка», 2018 р. . Нині Дубович Микола Іванович проживає у м. Переяслав, і продовжує збагачувати свою літературну творчість.

## Творчість

### Видані збірки віршів та прози
- «Осіння пісня», 1998 р.
- «Чорнобильська зона», 1998 р.
- «Мелодії землі і серця», 2000 р.
- «Яблуня життя», 2002 р.
- «Свічечка віри», 2004 р.
- «Сторона моя Поліська», 2004 р.
- «Дорога любові», 2007 р.
- збірка поем «Рідна сторона», 2012 р.
- «Столиця душі», 2014 р.

### Повісті
- «Голгофа і Едем», 2012 р.
- «Небо отчої землі», 2013 р.
- «Атлантида», 2019 р.

Написані дві повісті, які ще не дійшли до друку:
- «Повернення з вирію», 2018 р.
- «Руда Латка», 2018 р.